# جون ميلر (سياسي أمريكي)
جون ميلر (بالإنجليزية: John Miller)‏ هو دبلوماسي ومحامي وسياسي أمريكي، ولد في 23 مايو 1938 في نيويورك في الولايات المتحدة، وتوفي في 4 أكتوبر 2017 في كورت ماديرا في الولايات المتحدة بسبب سرطان. حزبياً، نشط في الحزب الجمهوري. في انتخابات مجلس النواب الأمريكي 1990 ‏، انتخب عضو مجلس النواب الأمريكي عن دائرة Washington's 1st congressional district ‏ وقد انضم خلال فترته النيابية ‏ (3 يناير 1991 – 3 يناير 1993) للكتلة البرلمانية الحزب الجمهوري وانتخب سفير وانتخب عضو مجلس النواب الأمريكي.